# Konijnenvlo
De konijnenvlo (Spilopsyllus cuniculi) is een soort uit de familie van de vlooien (Pulicidae).

## Verspreiding en leefgebied
Deze soort komt wijdverspreid voor op het noordelijk halfrond en is drager van myxomatose.